# Androklus und der Löwe (Film)
Androklus und der Löwe ist eine vom DEFA-Studio für Spielfilme (Potsdam-Babelsberg) für den Deutschen Fernsehfunk produzierte literarische Verfilmung von Kurt Jung-Alsen aus dem Jahr 1968 mit Herbert Köfer in der Titelrolle und Gerhard Bienert, Stefan Lisewski und Marita Böhme in tragenden Rollen. Der Film basiert lose auf George Bernard Shaws Theaterstück Androcles and the Lion von 1912, das in Anlehnung an den römischen Sklaven Androklus entstand.

## Handlung
Der arme Schneider Androklus lebt zur Zeit der Christenverfolgung in Rom. Er ist zum Christentum übergetreten, was nicht nur seiner Frau Megära missfällt und Androklus immer wieder in Schwierigkeiten bringt. Als er eines Tages mit seiner Frau im Wald unterwegs ist, stoßen beide auf einen Löwen. Androklus will sich selbst opfern, um seiner Frau Zeit zu verschaffen, zu flüchten. Er stellt jedoch fest, dass das Tier ihm nichts Böses will, sondern auf seine Hilfe hofft, da seine linke Pfote von einem dicken Dorn durchbohrt ist und blutet. Es ist gar nicht so einfach, den Fremdkörper herauszuziehen, da das für den Löwen sehr schmerzhaft ist. Als es Androklus gelungen ist, vollführen Löwe und Mensch einen Freudentanz.
Einige Zeit ist vergangen, als ein Hauptmann der Patrizierin Lavinia und weiteren gefangen genommenen Christen klarmacht, dass sie aufgrund ihres Glaubens und Befehl des Kaisers anderentags den Löwen zum Fraß vorgeworfen werden sollen. Auch der Schmied Ferrovius, ein unerhört starker Mann, und Androklus sollen hingerichtet werden. Androklus, der geflohen war, konnte gefangen genommen werden, nachdem er sich einige Zeit im Wald bei dem Löwen, dem er geholfen hatte, hatte versteckt halten können. Ferrovius ist nicht nur sehr stark, er hat auch die besondere Gabe, Menschen dazu zu bringen, auf die Seite des Christentums zu wechseln.
Einem Versuch des Menageriedieners ihn dazu zu bringen, seinem Glauben abzuschwören, widersetzt sich Androklus. Als der Kaiser eintrifft, spricht er kurz mit Androklus und sodann mit Ferrovius. Der Kaiser billigt ihm und weiteren Männern zum Kampf in der Arena Waffen zu, die Männer lehnen jedoch ab. Besonders übel nimmt er es Ferrovius allerdings, dass er es abgelehnt hat, Mitglied seiner Prätorianergarde zu werden. Mutig betritt Ferrovius, nachdem er dazu aufgefordert worden ist, mit weiteren Christen die Arena. Zurück bleibt neben Lavinia und weiteren Christinnen nur noch Androklus. Inzwischen ist auch der Hauptmann wieder da, der eine besondere Zuneigung zu Lavinia verspürt und beschwört sie, ihrem Glauben abzuschwören und ihn zu heiraten. Tumult entsteht, als Ferrovius sich dazu hinreißen hat hinreißen lassen, sechs bewaffnete Gladiatoren im Kampf zu töten und sich damit die Hochachtung und uneingeschränkte Gunst des Kaisers zu sichern. Der Kaiser geht sogar so weit, dass er erklärt, wenn Christen so kämpfen könnten, wolle er in Zukunft nur noch Christen in seiner Armee haben. Die anwesenden Christen erklärt er für frei. Da das Volk jedoch seinen Spaß haben will, soll nunmehr Androklus, der ja behaupte, ein Zauberer zu sein, einem Löwen zur Gaudi des Publikums geopfert werden.
In der Arena erwartet den Schneider tosender Applaus – und ein Löwe. Es ist der Löwe, dem Androklus geholfen hatte, was er jedoch erst erkennt, nachdem das Tier ihm mehrmals seine Pfote präsentiert hat. Beide umarmen sich daraufhin und vollführen einen Freudentanz. Der Kaiser verkündet, dass er nun nicht mehr länger an der Wahrheit des Christentums zweifeln könne. Als er Androklus jedoch befiehlt, den Löwen zu töten, wendet der Schneider eine List an, um den Kaiser ziemlich klein aussehen zu lassen. Ferrovius hingegen entschließt sich, nun doch in des Kaisers Garde zu dienen und Lavinia erlaubt dem Hauptmann, sie hin und wieder zu besuchen, um sich auszutauschen. Androklus jedoch und sein Freund, der Löwe, dürfen sich nun frei bewegen.

## Produktion, Veröffentlichung
Der Film wurde im Studio der DEFA hergestellt. Die Bauausführung lag bei Gerhard Conradi, die Kostüme verantwortete Edith Hegenbarth-Szafranski, den Ton Werner Blass. Für die Aufnahmeleitung war Werner Langer zuständig, die Produktionsleitung oblag Willi Eichmann.
Androklus und der Löwe erlebte am 25. Oktober 1969 im Programm des DFF 1 seine Fernsehpremiere.

## Shaws Vorlage

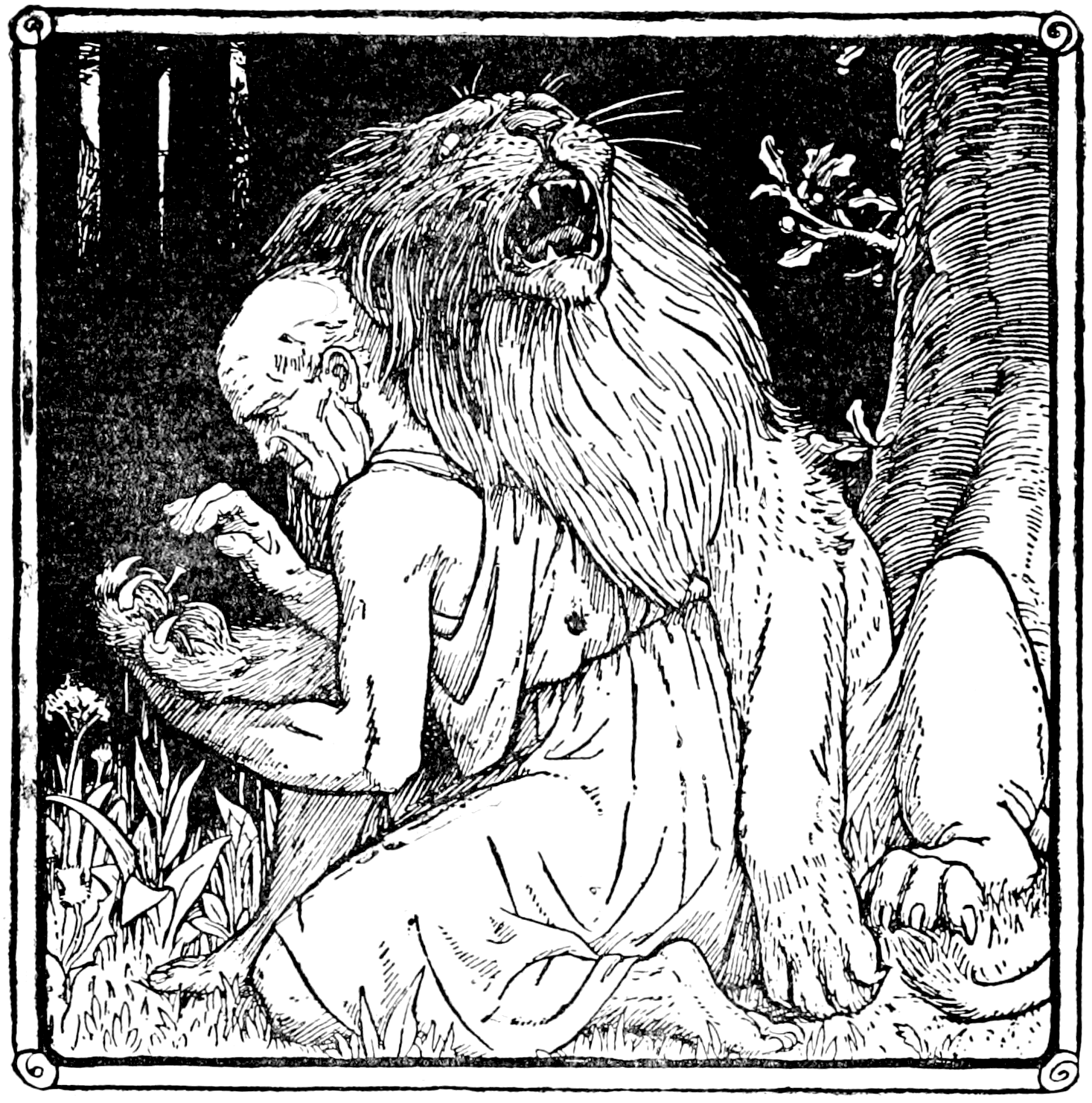
Fantasiedarstellung des Androklus durch John D. Batten in einem Märchenbuch aus dem Jahr 1916

Auch in der Vorlage von George Bernard Shaw entfernt Androklus, dort ist er ein entlaufener Sklave, einem verletzten Löwen einen Dorn aus dessen Tatze. Als der Sklave später wieder eingefangen ist, soll er im römischen Kolosseum den Löwen zum Fraß vorgeworfen werden. Das ausgewählte Tier erkennt seinen Retter jedoch und verschont ihn. Dieses an ein Wunder grenzende Verhalten des Löwen bringt den Kaiser dazu, die Christenverfolgung einzustellen. Sklave und Löwe erhalten die Freiheit. Androklus führt das Tier fortan an einer dünnen Leine stets mit sich. Auch in der Vorlage gibt es den Schmied Ferrovius, einen bekennenden Christen, der bereit ist, für seinen Glauben in den Tod zu gehen. Seine große Kraft gepaart mit einem cholerischen Temperament, steht ihm und seinem Glauben jedoch immer wieder im Weg. Dies ist auch ursächlich dafür, dass er im Kolosseum die Gladiatoren niedermetzelt, was den Kaiser entzückt. Wie auch im Film, nimmt Ferrovius letztendlich doch das Angebot des Kaisers, in der Prätorianergarde zu dienen, an. Auch die weiteren im Film vorkommenden Personen finden sich in Shaws Stück wieder. In Shaws Vorlage wird Lavinia die Gemahlin des römischen Hauptmanns, der auf Anweisung des Kaisers zum Christentum konvertieren muss.

## Kritik
Der Filmdienst stellte lapidar fest: „Gesellschaftskritisches Märchen in antikem Gewand, nach George Bernard Shaw. Gedreht für den Deutschen Fernsehfunk.“